# Большие Шиуши
Больши́е Ши́уши (чув. Мӑн Шӗвӗш) — деревня в Аликовском муниципальном округе Чувашской Республики. Входила в состав Чувашско-Сорминского сельского поселения до его упразднения в 2022 году.

## География
Улицы: Новая, Колхозная, Кооперативная.

### Климат
Климат умеренно континентальный с продолжительной холодной зимой и тёплым летом. Средняя температура января −12,9 °C, июля 18,3 °C, абсолютный минимум достигал −44 °C, абсолютный максимум 37 °C. За год в среднем выпадает до 552 мм осадков.

## История
С 1917 по 1927 годы входила в Чувашско-Сорминскую волость Ядринского уезда. 1 ноября 1927 года вошло в Аликовский район, а 20 декабря 1962 года включено в Вурнарский район. С 14 марта 1965 года — снова в Аликовский:333.
В 1944 г. Передние, Средние и Верхние слились в Большие Шиуши.

## Население
| 2010 | 2012 |
| ---- | ---- |
| 318  | ↗352 |

## Связь и средства массовой информации
- Связь: ОАО «Волгателеком», Би Лайн, МТС, Мегафон. Развит интернет ADSL технологии.
- Газеты и журналы: Аликовская районная газета «Пурнӑҫ ҫулӗпе» — «По жизненному пути» Языки публикаций: Чувашский, Русский.

- Телевидение:Население использует эфирное и спутниковое телевидение. Эфирное телевидение позволяет принимать национальный канал на чувашском и русском языках.

## Инфраструктура
Личное подсобное хозяйство с зоной сельскохозяйственного использования, индивидуальная застройка усадебного типа.
Основа экономики — сельское хозяйство.
В настоящее время деревня в основном газифицирована.

## Транспорт
Деревня доступна автотранспортом. Ближайшая остановка общественного транспорта «Верхние Хоразаны».